# Philadelphia 76ers 2010-2011
La stagione NBA 2010-2011 dei Philadelphia 76ers si concluse con un numero di 41 vittorie e 41 sconfitte nella regular season, il 3º posto nell'Atlantic Division e il 7º posto della Eastern Conference.

## Draft
| Giro | Scelta | Giocatore   | Posizione | Nazionalità | Università/Club |
| ---- | ------ | ----------- | --------- | ----------- | --------------- |
| 1    | 2      | Evan Turner | guardia   | Stati Uniti | Ohio State      |

## Regular season
Atlantic Division
|  |    |                        | G  | V  | P  | %    | GB |
|  | -- | ---------------------- | -- | -- | -- | ---- | -- |
|  | 1. | Boston Celtics (3)     | 82 | 56 | 26 | 68,3 | -  |
|  | 2. | N.Y. Knicks (6)        | 82 | 42 | 40 | 51,2 | 14 |
|  | 3. | Philadelphia 76ers (7) | 82 | 41 | 41 | 50,0 | 15 |
|  | 4. | N.J. Nets              | 82 | 24 | 58 | 29,3 | 32 |
|  | 5. | Toronto Raptors        | 82 | 22 | 60 | 26,8 | 34 |

### Arrivi/partenze
Mercato e scambi avvenuti durante la stagione:
Arrivi
| N° | Naz.                   | Ruolo | Sportivo        |      | Alt. |     |
| -- | ---------------------- | ----- | --------------- | ---- | ---- | --- |
| 4  | Stati Uniti (bandiera) | AC    | Tony Battie     | 1976 | 208  | 104 |
| 33 | Stati Uniti (bandiera) | A     | Craig Brackins  | 1987 | 208  | 104 |
| 22 | Stati Uniti (bandiera) | G     | Antonio Daniels | 1987 | 193  | 88  |
| 00 | Stati Uniti (bandiera) | C     | Spencer Hawes   | 1988 | 213  | 111 |
| 5  | Argentina (bandiera)   | A     | Andrés Nocioni  | 1979 | 201  | 102 |
| 25 | Lituania (bandiera)    | AC    | Darius Songaila | 1978 | 206  | 109 |

Partenze
| N° | Naz.                   | Ruolo | Sportivo         |      | Alt. |     |
| -- | ---------------------- | ----- | ---------------- | ---- | ---- | --- |
| 1  | Canada (bandiera)      | C     | Samuel Dalembert | 1981 | 211  | 113 |
| 7  | Slovenia (bandiera)    | C     | Primož Brezec    | 1979 | 218  | 114 |
| 8  | Paesi Bassi (bandiera) | C     | Francisco Elson  | 1976 | 213  | 107 |
| 25 | Stati Uniti (bandiera) | A     | Rodney Carney    | 1984 | 201  | 93  |
| 33 | Stati Uniti (bandiera) | G     | Willie Green     | 1981 | 193  | 91  |
| 12 | Stati Uniti (bandiera) | G     | Royal Ivey       | 1981 | 191  | 91  |
| 14 | Stati Uniti (bandiera) | A     | Jason Smith      | 1986 | 213  | 109 |

## Rosa 2010-2011
| N° | Naz.                   | Ruolo | Sportivo          | Anno | Alt. | Peso |
| -- | ---------------------- | ----- | ----------------- | ---- | ---- | ---- |
| 5  | Argentina (bandiera)   | A     | Andrés Nocioni    | 1979 | 201  | 102  |
| 9  | Stati Uniti (bandiera) | GA    | Andre Iguodala    | 1984 | 198  | 94   |
| 11 | Stati Uniti (bandiera) | G     | Jrue Holiday      | 1990 | 191  | 82   |
| 16 | Stati Uniti (bandiera) | AC    | Marreese Speights | 1987 | 208  | 111  |
| 20 | Stati Uniti (bandiera) | G     | Jodie Meeks       | 1987 | 193  | 94   |
| 22 | Stati Uniti (bandiera) | G     | Antonio Daniels   | 1987 | 193  | 88   |
| 21 | Stati Uniti (bandiera) | A     | Thaddeus Young    | 1988 | 203  | 100  |
| 23 | Stati Uniti (bandiera) | G     | Lou Williams      | 1986 | 188  | 79   |
| 42 | Stati Uniti (bandiera) | A     | Elton Brand       | 1979 | 203  | 125  |
| 72 | Stati Uniti (bandiera) | GA    | Jason Kapono      | 1981 | 203  | 97   |
| 4  | Stati Uniti (bandiera) | AC    | Tony Battie       | 1976 | 208  | 104  |
| 33 | Stati Uniti (bandiera) | A     | Craig Brackins    | 1987 | 208  | 104  |
| 00 | Stati Uniti (bandiera) | C     | Spencer Hawes     | 1988 | 213  | 111  |
| 25 | Lituania (bandiera)    | AC    | Darius Songaila   | 1978 | 206  | 109  |
| 12 | Stati Uniti (bandiera) | G     | Evan Turner       | 1988 | 201  | 95   |

## Staff tecnico
- Allenatore: Doug Collins
- Vice-allenatori: Michael Curry, Brian James, Quin Snyder, Aaron McKie
- Preparatore atletico: Kevin N. Johnson
- Assistente preparatore: Scott Faust